# Villshärad
Villshärad är en tätort i Halmstads kommun. Den nordöstra delen räknades av SCB före 2015 som en separat småort, Villshärad (nordöstra delen), därefter växte denna del samman med tätorten.
Villshärad ligger cirka 10 km VNV om Halmstad, i södra änden av en nära 4 km lång sandstrand som i norr slutar i Haverdal. Bebyggelsen avgränsas i norr av Haverdals naturreservat och i väster av den mellan tätorten och havet placerade Vilshärads golfbana, en korthålsbana med nio hål. Österut finns jordbruksmark och i söder ligger Ringenäs skjutfält. I söder ligger Skälviks naturhamn. Nära orten finns Vilshärads naturreservat.

## Befolkningsutveckling
| Befolkningsutvecklingen i Vilshärad 1975–2020            | Befolkningsutvecklingen i Vilshärad 1975–2020 | Befolkningsutvecklingen i Vilshärad 1975–2020 | Befolkningsutvecklingen i Vilshärad 1975–2020 | Befolkningsutvecklingen i Vilshärad 1975–2020 |
| -------------------------------------------------------- | --------------------------------------------- | --------------------------------------------- | --------------------------------------------- | --------------------------------------------- |
|                                                          |                                               |                                               |                                               |                                               |
| År                                                       |                                               |                                               | Folkmängd                                     | Areal (ha)                                    |
| 1975                                                     | 1975                                          |                                               | 315                                           |                                               |
| 1980                                                     | 1980                                          |                                               | 514                                           |                                               |
| 1990                                                     | 1990                                          |                                               | 600                                           | 83                                            |
| 1995                                                     | 1995                                          |                                               | 598                                           | 83                                            |
| 2000                                                     | 2000                                          |                                               | 634                                           | 84                                            |
| 2005                                                     | 2005                                          |                                               | 628                                           | 85                                            |
| 2010                                                     | 2010                                          |                                               | 656                                           | 85                                            |
| 2015                                                     | 2015                                          |                                               | 778                                           | 128                                           |
| 2020                                                     | 2020                                          |                                               | 741                                           | 124                                           |
| Anm.: Ny tätort 1975. Små- och tätorten sammanvuxen 2015 |                                               |                                               |                                               |                                               |

## Samhället
Villshärad var från början ett utpräglat sommarstugeområde, men har numera förändrats till året-runt-bebyggelse. Här finns tre campingplatser. Bussförbindelse finns mellan Vilshärad och Halmstads centrum.